# Eberhard de Bavaria
Eberhard, membru al dinastiei Luitpoldingilor, a fost duce de Bavaria pentru o scurtă perioadă, între 937 și 938.
Eberhard a fost fiul mai mare și succesorul ducelui Arnulf "cel Rău". În 933 sau 934, i s-a oferit Coroana de fier a regilor longobarzi de către foștii susținători ai pretendentului la tronul Italiei Rudolf al II-lea de Burgundia (oponentul regelui Ugo de Arles), după ce Rudolf renunșțase la toate pretențiile asupra tronului italian. Campania lui Eberhard în Italia a eșuat însă. În 935, el a fost desemnat de către tatăl său ca moștenitor în Ducatul de Bavaria, fără a aveaînsă consimțământul baronilor. Cam în aceeași perioadă, Eberhard s-a căsătorit cu Liutgarda.
La moartea tatălui său, Eberhard i-a preluat succesiunea, însă imediat după aceea a intrat în conflict cu regele Otto I "cel Mare", care s-a opus privilegiilor acordate lui Arnulf de către antecesorul său, regele Henric I "Păsărarul". În două campanii din anul 938, primpvara și toamna, Otto l-a înfrânt pe Eberhard și l-a surghiunit. În loc l-a impus pe unchiul lui Eberhard, Berthold, pe atunci duce de Carintia. Locul de surghiun al lui Eberhard și data morții sale sunt necunoscute. Se poate să fi decedat în jur de 940 și să fi fugit în Ungaria.
1. ↑  The Peerage